# Гостыньский, Казимеж
 Кази́меж Госты́ньский  (пол. Kazimierz Gostyński, 8 апреля 1884, Варшава — 5 мая 1942, Дахау, Бавария) — блаженный Римско-Католической Церкви, священник, педагог. Входит в число 108 блаженных польских мучеников, беатифицированных Римским Папой Иоанном Павлом II во время его посещения Варшавы 13 июня 1999 года.

## Биография
В 1904 году Казимеж Гостыньский закончил в Варшаве среднюю школу. Его отец Владислав Гостыньский был участником польского восстания 1863 года и одним из основателей Варшавского Политехнического института. 14 июня 1908 года Казимеж Гостыньский окончил Духовную семинарию в Люблине и был рукоположен в священника, после чего он продолжил богословское образование на отделении моральной теологии в инсбрукском университете, Австро-Венгрия.
Вернувшись в 1912 году Польшу после обучения в Инсбруке, Казимеж Гостыньский служил ректором в церкви св. Петра в Люблине, одновременно до 1914 года исполняя обязанности префекта в гимназии. В 1915 году Казимеж Гостыньский основал мужскую гимназию им. гетмана Яна Замойского. В 1922 году Римский папа Пий XI назначил Казимежа Гостыньского своим почётным капелланом, в 1925 году был назначен каноником капитула Люблинского кафедрального собора св. Иоанна Крестителя и Евангелиста Иоанна.
После начала оккупации Польши немецкими войсками осенью 1939 года Казимеж Гостыньский занимался патриотической деятельностью, проводя католические богослужения в интенции за независимость Польши. 11 января 1940 года Казимеж Гостыньский был арестован и отправлен в тюрьму, находившуюся в люблинском королевском замке. Через некоторое время Казимеж Гостыньский был переведён в концентрационный лагерь Дахау, где погиб в газовой камере 6 мая 1942 года.

## Прославление
13 июня 1999 года был беатифицирован Римским Папой Иоанном Павлом II вместе с другими польскими мучениками Второй мировой войны.
День памяти в Католической Церкви- 12 июня.

## Источник
- Биография  (пол.)